# Pieczarki (Suchodoły)
Pieczarki (niem. Bergensee) – przysiółek osady Suchodoły w Polsce, położony w województwie warmińsko-mazurskim, w powiecie kętrzyńskim, w gminie Srokowo. Wchodzi w skład sołectwa Srokowo.
W latach 1975–1998 przysiółek administracyjnie należał do województwa olsztyńskiego.